# Roemeens voetbalkampioenschap 1928/29
In 1928/29 werd het zeventiende kampioenschap in Roemenië georganiseerd. Dit keer namen er 12 regionale kampioenen deel van 2 juni tot 14 juli. Venus werd kampioen.

## Deelnemers
| Regio     | Kampioen                       |
| --------- | ------------------------------ |
| Arad      | Gloria CFR Arad                |
| Brașov    | Colțea Brașov                  |
| Boekarest | Venus Boekarest                |
| Cernăuți  | Dragoș Vodă Cernăuți           |
| Chisinau  | Mihai Viteazul Chisinau        |
| Cluj      | România Cluj                   |
| Craiova   | Generala Craiova               |
| Galați    | Dacia Vasile Alecsandri Galați |
| Iași      | Victoria Iași                  |
| Oradea    | Stăruința Oradea               |
| Sibiu     | Șoimii Sibiu                   |
| Timișoara | Banatul Timișoara              |

## Uitslagen

### Voorronde
| Thuisploeg                     | – | Uitploeg                | Uitslag   |
| ------------------------------ | - | ----------------------- | --------- |
| Generala Craiova               | – | Banatul Timișoara       | 0:3 (0:2) |
| Dacia Vasile Alecsandri Galați | – | Victoria Iași           | 7:1 (4:0) |
| Colțea Brașov                  | – | Șoimii Sibiu            | 2:1 (2:0) |
| Dragoș Vodă Cernăuți           | – | Mihai Viteazul Chisinau | 1:0 (1:0) |

### Kwartfinale
| Thuisploeg           | – | Uitploeg                       | Uitslag                   |
| -------------------- | - | ------------------------------ | ------------------------- |
| Venus Boekarest      | – | Colțea Brașov                  | 3:1 (1:1)                 |
| Dragoș Vodă Cernăuți | – | Dacia Vasile Alecsandri Galați | 1:0 (1:0)                 |
| Stăruința Oradea     | – | România Cluj                   | 2:3 (2:0)                 |
| Banatul Timișoara    | – | Gloria CFR Arad                | 4:4 (3:1, 3:3), 3:2 (2:2) |

### Halve Finale
| Thuisploeg      | – | Uitploeg             | Uitslag        |
| --------------- | - | -------------------- | -------------- |
| Venus Boekarest | – | Dragoș Vodă Cernăuți | 4:3 (1:0, 2:2) |
| România Cluj    | – | Banatul Timișoara    | 3:0 (2:0)      |

### Finale
| Thuisploeg      | – | Uitploeg     | Uitslag   |
| --------------- | - | ------------ | --------- |
| Venus Boekarest | – | România Cluj | 3:2 (2:0) |